# Мать-и-мачеха

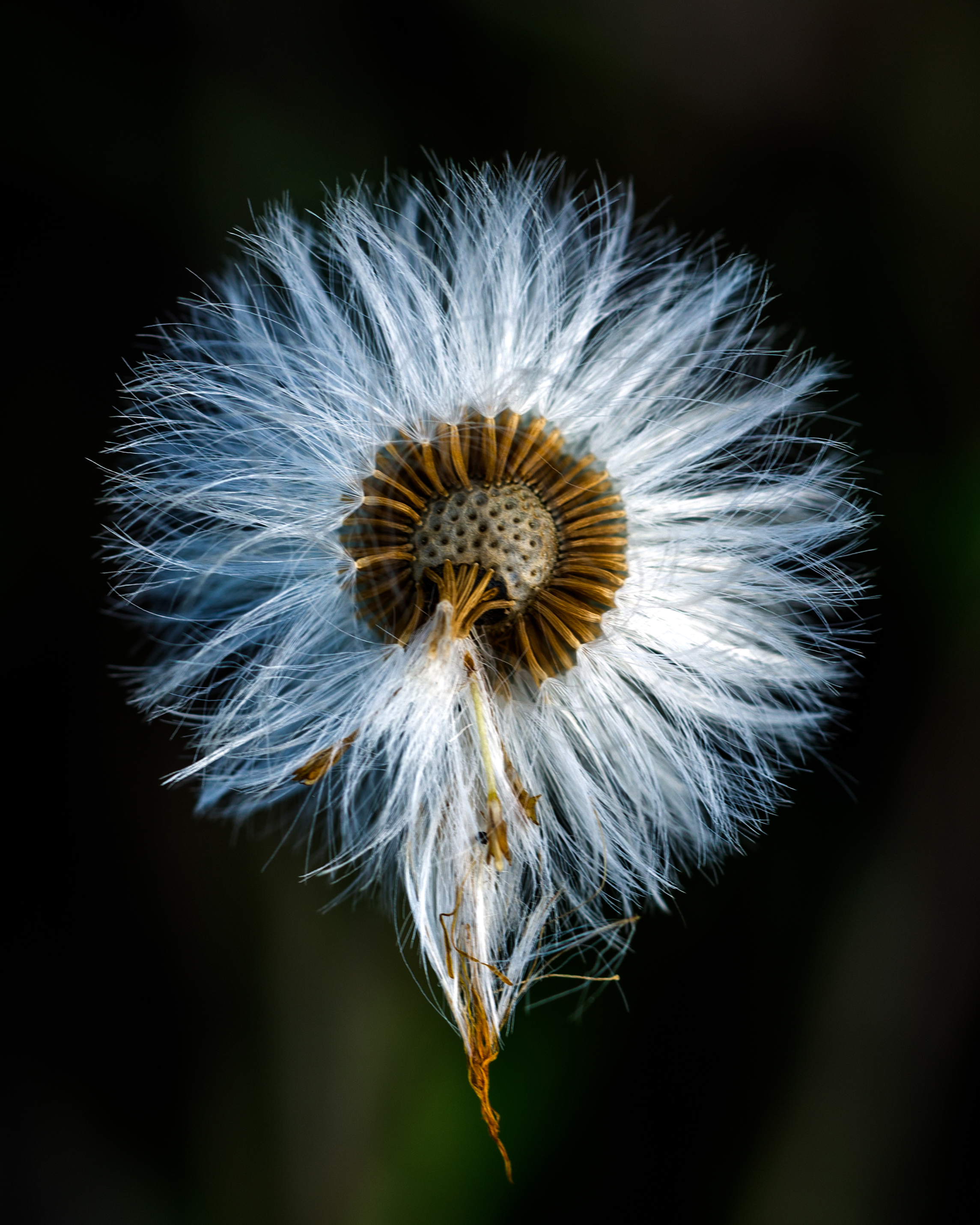

Ма́ть-и-ма́чеха (лат. Tussilágo) — монотипный род цветковых ранневесенних растений семейства Астровые, или Сложноцветные (Asteraceae). По современной классификации в состав рода включается ещё 19 видов, таксономическое положение которых требует подтверждения.
Единственный вид — мать-и-мачеха обыкновенная (лат. Tussilágo fárfara), многолетнее травянистое растение, широко распространённое в Евразии, Африке, а также как заносное в других частях света. Особенностью мать-и-мачехи является цветение ранней весной, до распускания листьев. С древних времён растение используется как лекарственное.

## Название
Научное родовое название tussilago происходит от лат. tussis («кашель») и ago («прогонять»), поскольку в медицине растение применяется в качестве средства от кашля.
Видовой эпитет farfara является субстантивированной формой прилагательного женского рода к лат. farfarus («несущий муку́»), от far («мука») и farus, от лат. fero («нести»). Это связано с беловойлочным покрытием нижней стороны листовой пластинки, из-за которого создаётся впечатление, будто поверхность посыпана муко́й.
Плиний Старший (23 г. н. э. — 79 г. н. э.), Каспар Баугин (1560—1624) и Ремберт Додунс (1517—1585) называли словом farfara само растение; Карл Линней (1707—1778), введя биноминальную номенклатуру, использовал его в качестве видового эпитета. Научное название вида, Tussilago farfara, можно перевести на русский язык как «Кашлегон муконосный».

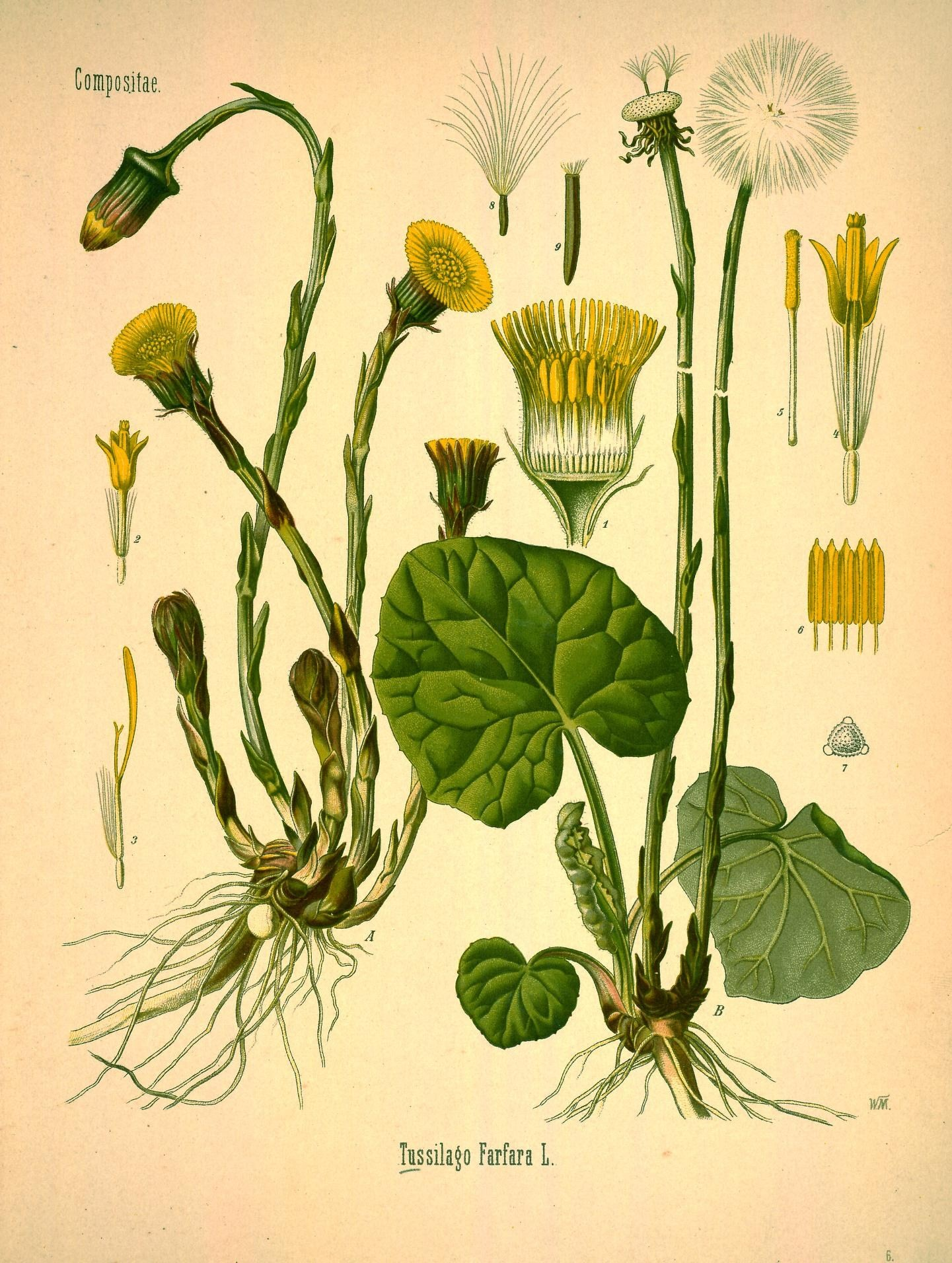
Мать-и-мачеха.

Нижняя сторона листьев («мать») мать-и-мачехи, покрытая многочисленными волосками, на ощупь теплее и мягче верхней («мачехи»); отсюда русское название растения.
Другие русские названия: двоелистник, камчужная трава, лапуха студёная, мать-трава, односторонник, царь-зелье.

## Распространение
Многолетнее растение, широко распространённое в Евразии (вся территория Западной Европы, Урал, Западная Сибирь к югу от 59º северной широты, Восточная Сибирь к югу от 63º северной широты, Казахстан, горы Средней Азии и Южной Сибири, Малая Азия) и Северной Африке, а также, как заносное растение, в Северной Америке. В Европейском секторе заходит в Арктику (Арктическая Скандинавия, Мурманская область, полуостров Канин, Колгуев, Малоземельская и Большеземельская тундры).
Обычно встречается на участках, свободных от дёрна, — берегах водоёмов, на склонах оврагов и оползней, нередко в местах, подвергшихся антропогенному воздействию — полях, пустырях, свалках. Предпочитает глинистые почвы, но селится и на почвах другого типа, в том числе на песчаных и галечных речных отмелях. Обычное время цветения в условиях европейской части России — апрель.

## Ботаническое описание
Корневище длинное, ветвистое, ползучее. Из почек на корневище развиваются побеги двух типов: цветоносные и вегетативные.
Ранней весной начинают развиваться прямостоячие невысокие цветоносные побеги, покрытые яйцевидно-ланцетными, часто буроватыми, чешуевидными листьями. На каждом из побегов развивается одиночная, до цветения и после цветения поникающая корзинка, состоящая из цилиндрической однорядной обертки, голого плоского цветоложа и ярко-жёлтых цветков двух типов. Многочисленные наружные (краевые) цветки — женские, язычковые (ясно выраженная язычковость краевых цветков является диагностическим признаком, по которому мать-и-мачеха отличается от растений рода Белокопытник, у которых эта язычковость выражена неясно, венчики почти нитевидны, а число краевых цветков относительно невелико), плодущие. Цветки, которые находятся в середине соцветия, — обоеполые, трубчатые, бесплодные.
Плод — цилиндрическая семянка, с паппусом (хохолком) из мягких волосков. После созревания плодов цветоносные побеги отмирают.
Через некоторое время после начала цветения начинают развиваться вегетативные побеги, которые несут несколько относительно крупных округло-сердцевидных, немного угловатых (угловато-неравномерно-зубчатых), снизу беловойлочных, сверху голых листьев с длинными черешками.
| |  |  |  |
| Слева направо: нераскрывшееся соцветие; соцветие с опылителем; плоды (семянки); растение после цветения и плодоношения |  |  |  |

## Хозяйственное значение и использование
Особо ценный ранневесенний медонос, дающий пчёлам нектар и пыльцу. Цветение продолжается 40—45 дней. На южных склонах растения более мощные, у них развивается до 11 соцветий; на северных склонах до 5 корзинок. В одной корзинке от 36 до 54 трубчатых цветка, их пыльцевая продуктивность 8,64—12,96 мг. Пыльца ярко-желтая, выделяется до 12 часов. Нектар появляется только в конце цветения. По количеству нектара и пыльцы не уступает медунице. Продуктивность мёда составляет более 15 кг на 1 га.
Скотом поедается только после силосования. Охотно поедается северным оленем (Rangifer tarandus).

### Лекарственное применение
В качестве лекарственного сырья используют лист мать-и-мачехи (лат. Folium Farfarae), который заготовляют весной, сушат на воздухе или в сушилках при температуре 40—50 °С.
Листья, содержащие слизь, которая обусловливает мягчительное, обволакивающее и отхаркивающее действие, горький гликозид туссилягин, сапонины, аскорбиновую кислоту, танин, дубильные вещества, каротиноиды и стерины, входят в состав грудного сбора; в народной медицине растение употребляется от многих болезней.
Биологически активные вещества оказывают комплексное воздействие на воспалительные процессы. Мать-и-мачеха — традиционное средство от кашля, особенно при коклюше, а также от слизистой мокроты. Чай из неё облегчает откашливание, расжижает вязкую бронхиальную слизь. Используется при хроническом бронхите, ларингитах, бронхопневмонии, бронхоэктазах и бронхиальной астме.

#### Меры предосторожности
Из-за наличия пирролизидиновых алкалоидов, вызывающих рак печени, не рекомендуется применять цветки мать-и-мачехи более 4—6 недель подряд.

## В геральдике

Герб коммуны Наннестад

На созданном в 1990 году гербе Наннестада — норвежской коммуны, входящей в состав губернии Акерсхус, — на зелёном фоне изображены три жёлтых цветка мать-и-мачехи, широко распространённой в этой местности.

## Таксономия
Tussilago L., Species Plantarum 2: 865. 1753.
Род Мать-и-мачеха, как и близкие к нему роды Белокопытник, Бузульник и Дороникум, входят в подтрибу Мать-и-мачеховые (Tussilagininae) трибы Крестовниковые, или Сенециевые (Senecioneae), относящейся к подсемейству Астровые (Asteroideae) семейства Астровые, или Сложноцветные (Asteraceae).

### История классификации
Ранее род понимался в существенно более широком смысле. Линней в работе «Species Plantarum», помимо Tussilago farfara, описал ещё 6 видов. Многие виды, которые сейчас входят в состав рода Белокопытник (Petasites), ранее относились к роду Tussilago:
- Tussilago aquatica Georgi = Petasites radiatus (J.F.Gmel.) J.Toman (1972) — Белокопытник гладкий, или Белокопытник лучистый
- Tussilago bohemica Hoppe (1803) = Petasites radiatus (J.F.Gmel.) J.Toman (1972) — Белокопытник гладкий, или Белокопытник лучистый
- Tussilago fragrans Vill. (1792) = Petasites fragrans (Vill.) C.Presl (1826) — Белокопытник душистый
- Tussilago frigida L. (1753) = Petasites frigidus (L.) Fr. (1846) — Белокопытник холодный
- Tussilago hybrida L. (1753) = Petasites hybridus (L.) Gaertn., B.Mey. & Scherb. (1801) — Белокопытник гибридный
- Tussilago laevigata Willd. (1803) = Petasites radiatus (J.F.Gmel.) J.Toman (1972) — Белокопытник гладкий, или Белокопытник лучистый
- Tussilago petasites L. (1753) = Petasites hybridus (L.) Gaertn., B.Mey. & Scherb. (1801) — Белокопытник гибридный
- Tussilago pyrenaica L. = Petasites fragrans (Vill.) C.Presl (1826) — Белокопытник душистый
- Tussilago radiata J.F.Gmel. (1792) = Petasites radiatus (J.F.Gmel.) J.Toman (1972) — Белокопытник гладкий, или Белокопытник лучистый
- Tussilago rubella J.F.Gmel. (1792) = Petasites rubellus (J.F.Gmel.) J.Toman (1972) — Белокопытник скальный, или Белокопытник красноватый
- Tussilago sibirica J.F.Gmel. (1792) = Petasites sibiricus (J.F.Gmel.) Dingwall (1975) — Белокопытник сибирский
- Tussilago spuria Retz. (1774) = Petasites spurius (Retz.) Rchb. (1831) — Белокопытник ложный